# Anadia pamplonensis
Espèce
Statut de conservation UICN

 EN B1ab(iii) : En danger
Anadia pamplonensis est une espèce de sauriens de la famille des Gymnophthalmidae.

## Répartition et habitat
Cette espèce se rencontre dans le département de Norte de Santander en Colombie et dans l'État de Tachira au Venezuela. Elle vit uniquement dans la forêt tropicale humide de montagne.

## Étymologie
Son nom d'espèce, composé de pamplon[a] et du suffixe latin -ensis, « qui vit dans, qui habite », lui a été donné en référence au lieu de sa découverte : la ville de Pamplona.

## Publication originale
- Dunn, 1944 : The lizard genus Anadia and Ptychoglossus in Colombia. Caldasia, vol. 3, no 11, p. 63-68 (texte intégral).